# Martino Cafiero
Martino Cafiero (Meta di Sorrento, 1848 – Pugliano, 1884) è stato un giornalista italiano, membro di una famiglia di noti marittimi.

## Biografia
Si trasferì giovane a Napoli dove divenne giornalista. Fu tra i fondatori e poi direttore del Corriere del Mattino, che guidò fino alla morte. Divenne famoso per aver aiutato il poeta Salvatore Di Giacomo ad incontrarsi con il compositore Mario Costa, creando così il duo più importante di compositori di canzoni napoletane Di Giacomo-Costa. Divenne ancora più celebre per una sua storia d'amore con Eleonora Duse che abbandonò poco prima che partorisse, dalla quale ebbe un figlio, che però morì subito dopo il parto. 